# Tetyana Petlyuk
Tétiana Petliouk – en ukrainien : Тетйана Григорівна Петлйук, et en anglais : Tetiana Petlyuk, la forme la plus souvent utilisée – née le 22 février 1982, est une ancienne athlète ukrainienne, spécialiste du 800 m qui a pour l'instant réalisé ses meilleures performances en salle avec des titres de vice-championne du monde en 2008 et vice-championne d'Europe en 2007.

## Palmarès

### Jeux olympiques
- Jeux olympiques de 2004 à Athènes ( Grèce)
  - éliminée en demi-finale sur 800 m

### Championnats du monde d'athlétisme
- Championnats du monde d'athlétisme de 2005 à Helsinki ( Finlande)
  - éliminée en demi-finale sur 800 m
- Championnats du monde d'athlétisme de 2007 à Osaka ( Japon)
  - éliminée en demi-finale sur 800 m

### Championnats d'Europe d'athlétisme
- Championnats d'Europe d'athlétisme de 2006 à Göteborg ( Suède)
  - 4e sur 800 m

### En salle

#### Championnats du monde d'athlétisme en salle
- Championnats du monde d'athlétisme en salle de 2003 à Birmingham ( Royaume-Uni)
  - éliminée en série sur 800 m
- Championnats du monde d'athlétisme en salle de 2004 à Budapest ( Hongrie)
  - éliminée en demi-finale sur 800 m
- Championnats du monde d'athlétisme en salle de 2006 à Moscou ( Russie)
  - éliminée en demi-finale sur 800 m
- Championnats du monde d'athlétisme en salle de 2008 à Valence ( Espagne)
  -  Médaille d'argent sur 800 m

#### Championnats d'Europe d'athlétisme en salle
- Championnats d'Europe d'athlétisme en salle de 2005 à Madrid ( Espagne)
  - éliminée en demi-finale sur 800 m
- Championnats d'Europe d'athlétisme en salle de 2007 à Birmingham ( Royaume-Uni)
  -  Médaille d'argent sur 800 m

### Junior

#### Championnats du monde junior d'athlétisme
- Championnats du monde junior d'athlétisme de 2000 à Santiago du Chili ( Chili)
  - 6e sur 800 m

#### Championnats du monde d'athlétisme espoir
- Championnats du monde d'athlétisme espoir de 1999 à Bydgoszcz ( Pologne)
  -  Médaille d'argent sur 800 m

#### Records personnels (en plein air)
- 800 m en 1 min 57 s 34, le 15 juin 2006 à Kiev
- 1000 m en 2 min 41 s 69, le 11 septembre 2007 à Linz

## Sources
- (en) Cet article est partiellement ou en totalité issu de l’article de Wikipédia en anglais intitulé « Tetiana Petlyuk » (voir la liste des auteurs).